# AIL Storm
AIL Storm — ізраїльский повнопривідний універсальний автомобіль
Розроблений як армійський варіант джипу Wrangler 1991.
Як і джип, він має звичайну конструкцію переднього двигуна з водієм і пасажиром, що сидять за двигуном, і місце для вантажу або пасажирів позаду них. Він приводиться в дію 6-циліндровим бензиновим двигуном AMC на 3,983 літра, що розвиває 180 к.с. (130 кВт) при 4 700 об / хв. (118 к.с.) при 4 200 об / хв.

## Storm 1
Багатоцільовий транспортний засіб M-240 Storm MultiMission Vehicle є першим із трьох поколінь Storm. Це аріант Jeep Wrangler YJ 1991 року випуску та старішої колісної бази CJ-6 / CJ-8, він повністю виробляється в Ізраїлі компанією Automotive Industries Ltd., за винятком двигунів, оскільки їх виробництво не є економічно вигідним у ринкових масштабах виробництва Storm.

### Броньована версія

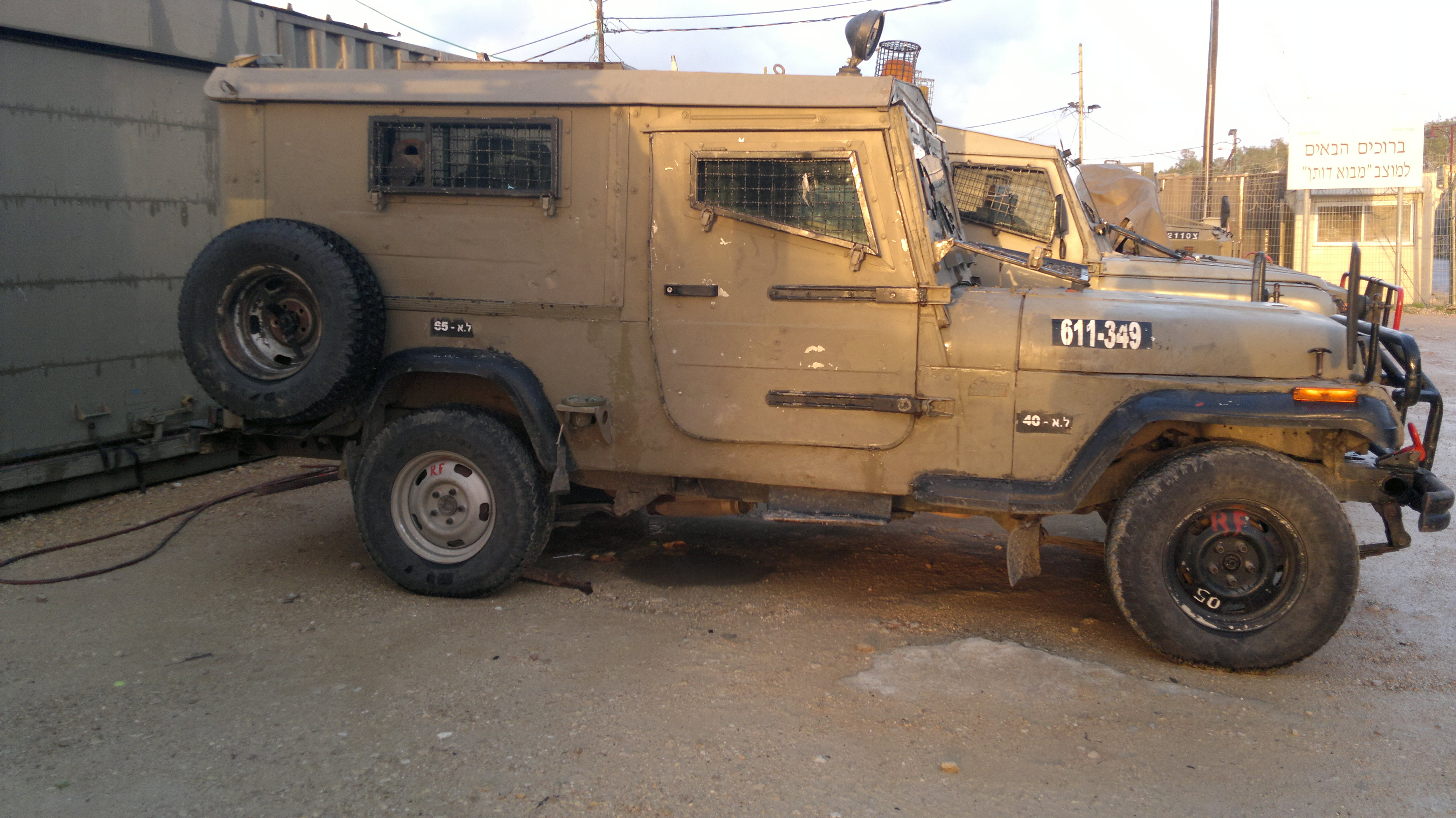
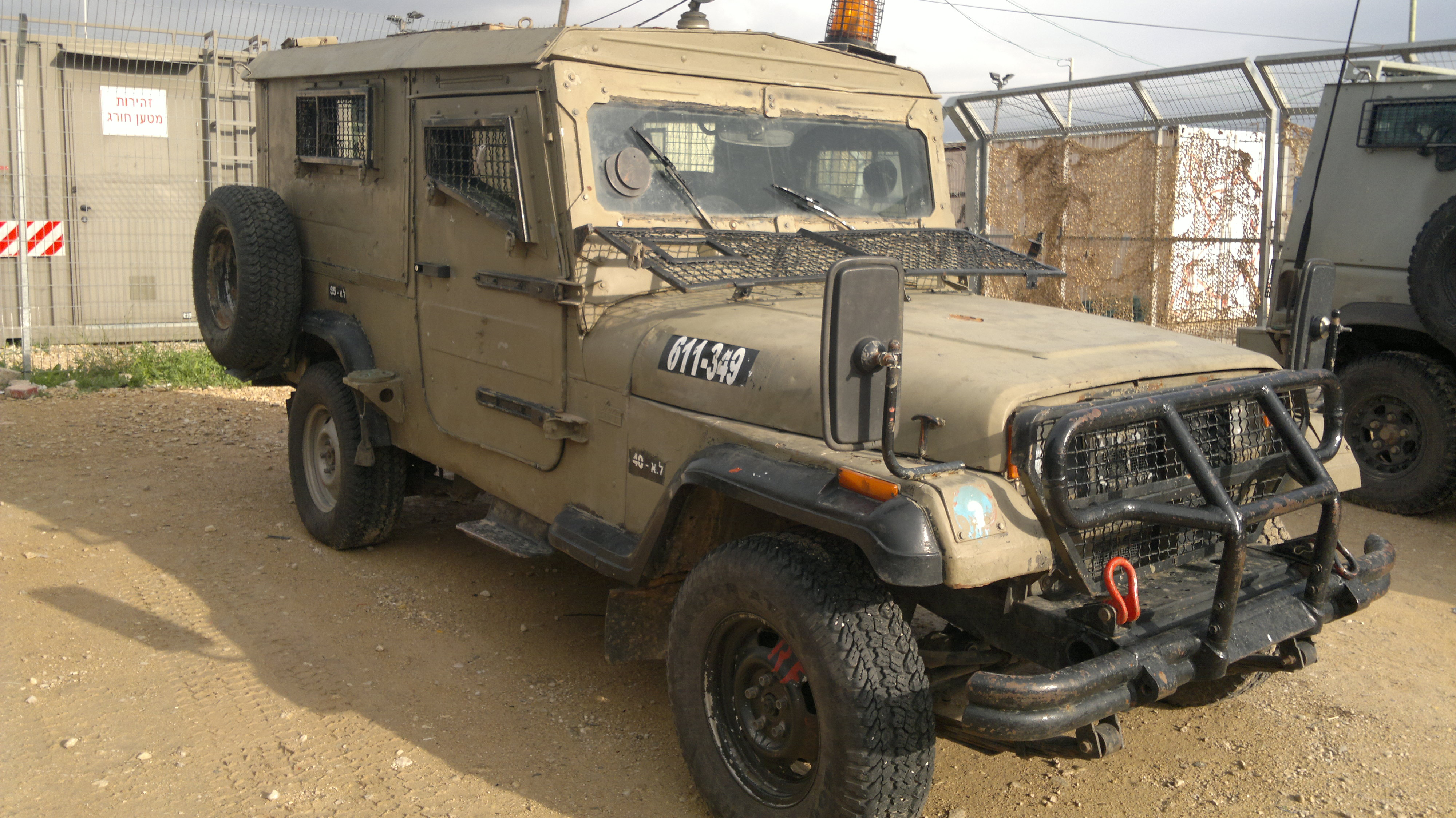
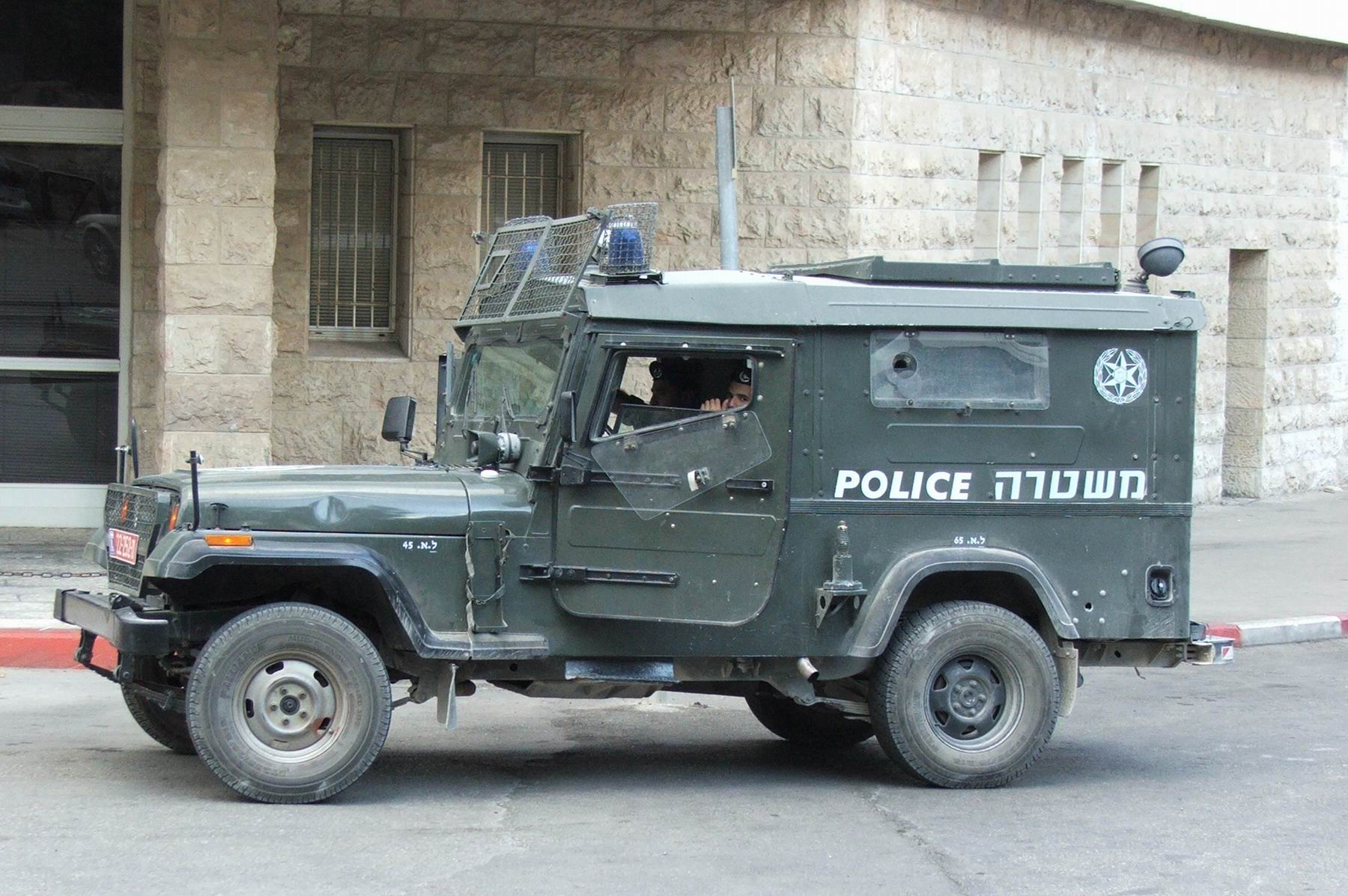

### Цивільна версія

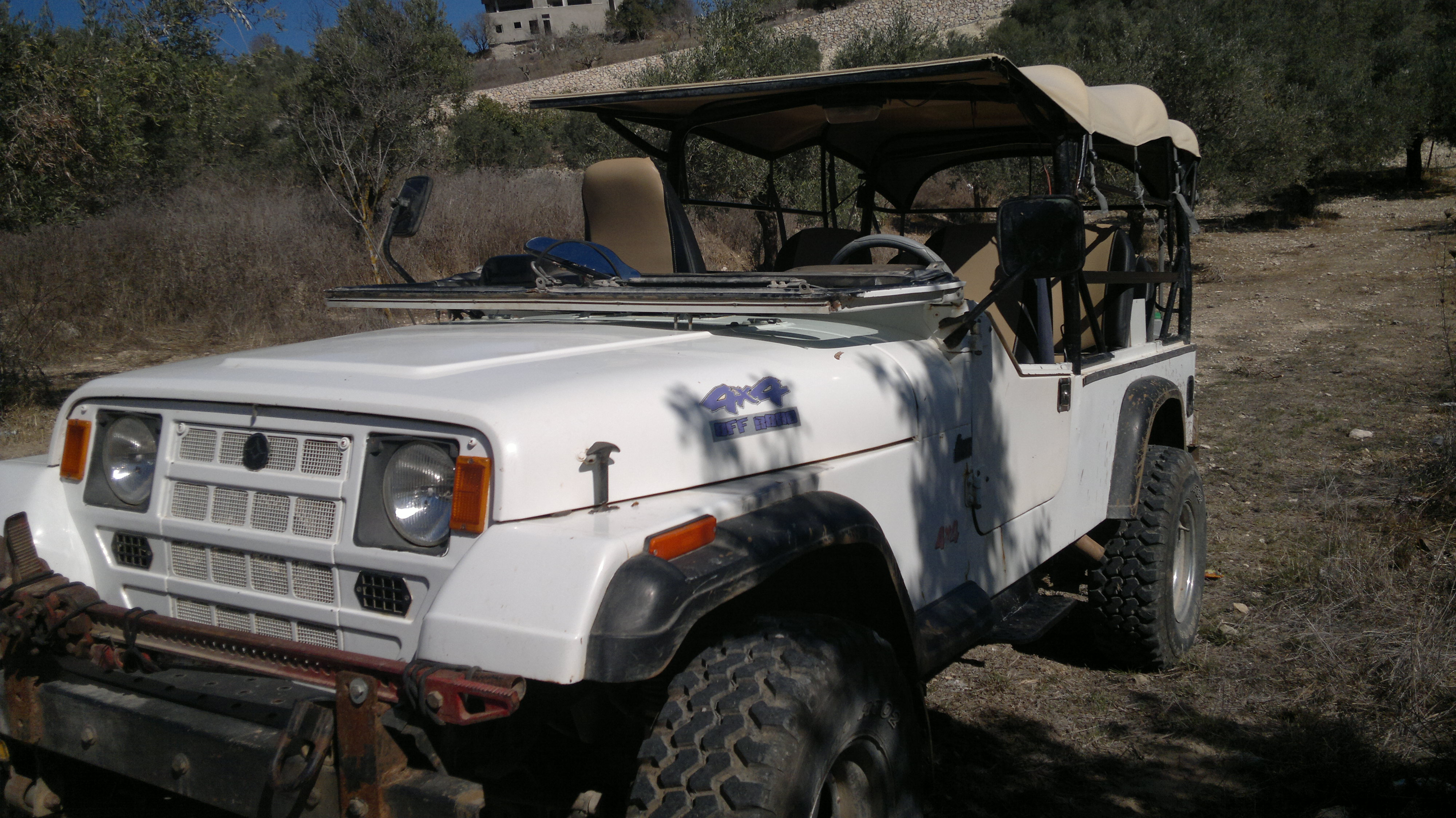
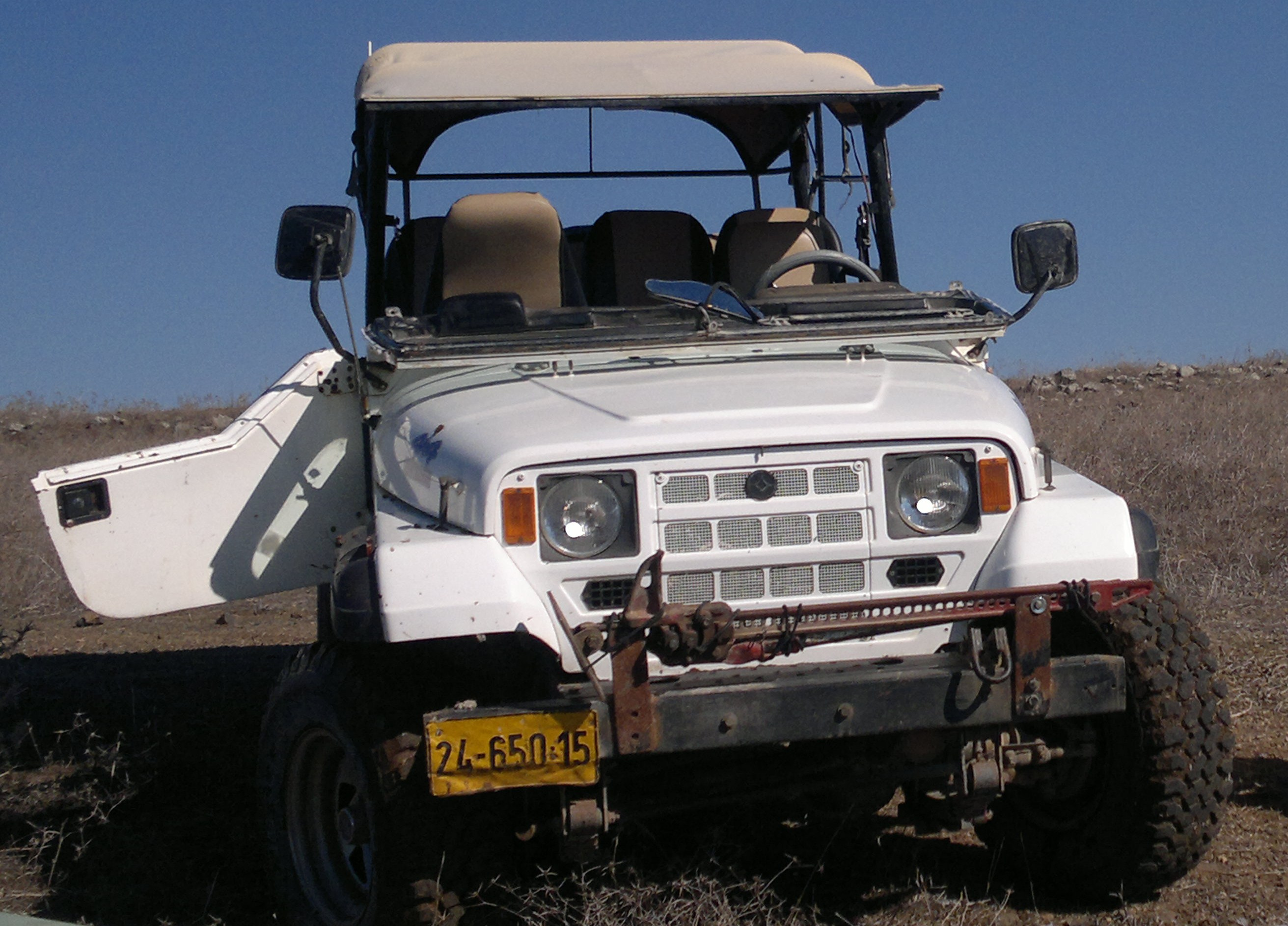

Цивільний Storm першого покоління продавався з 1992 по 2001 рік. Лише невелика кількість автомобілів була придбана приватними особами; Основними покупцями вживаних автомобілів були державні установи, такі як електрична компанія Ізраїлю (Хеврат хашмаль), національна водопровідна компанія Mekorot, управління національних парків та поліція Ізраїлю. Модифікований Storm користується популярністю у водіїв, що захоплюються рухом по бездоріжжю — ентузіастами офроудінгу Ізраїля.

### Варіанти
- AIL М240 Storm перших серій: рама довжиною 4,15 м.
- AIL М240 Storm пізніших серій: рама довжиною 4,5 м.
- AIL М240 M40A2 Portee: з безоткатною 106-мм гарматою M40.
- AIL М240 пустельний варіант: використовується для прикордонного патрулювання. Відмінність - високий протисонячний навіс + кріплення для важкого кулемета
- AIL М240 мобільний командний пункт: встановлено кондіціонер
- AIL М240 для контролю за бунтами: відрізняється додатковими полікарбонатними екранами позаду на та даху + установка нелетальної зброї. Екранування дозволяє забезпечити широке поле зору, в той же час захищаючи від коктейлів молотова та каміння
- AIL М240 Rhino: броньованний варіант

### Експлуатанти
Окрім ізраїльського ринку, AIL М240 Storm експортуються до країн Південної Америки, Азії та Африки.

## Storm 2

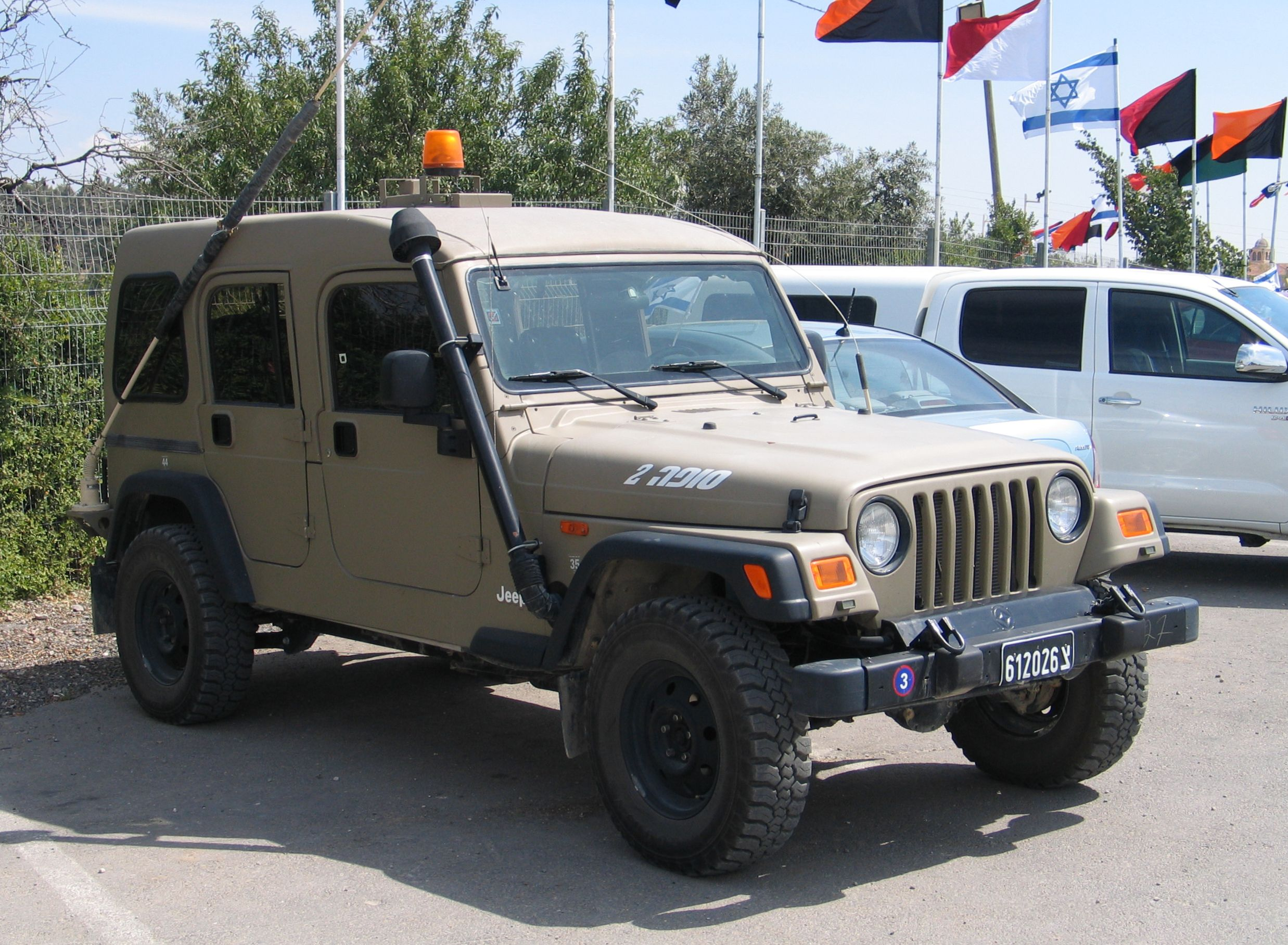
AIL M-242 Storm 2 "Commander"
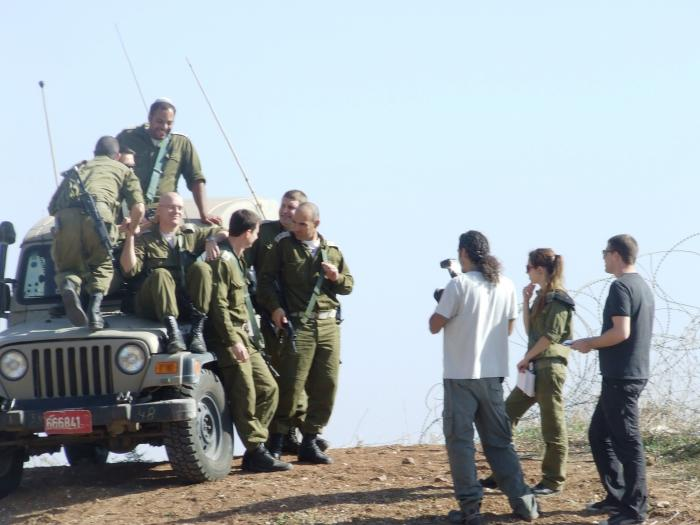
Журналісти беруть інтерв'ю в ізраїльських офіцерів запасу (2008)
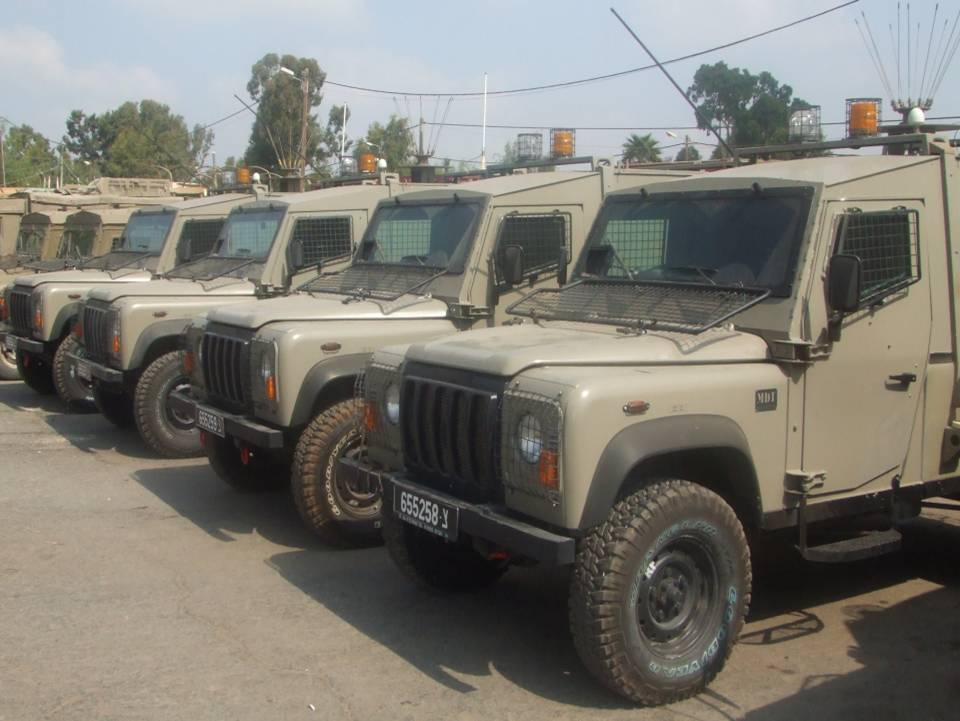
ряд автівок Давид (David)

## Storm 3

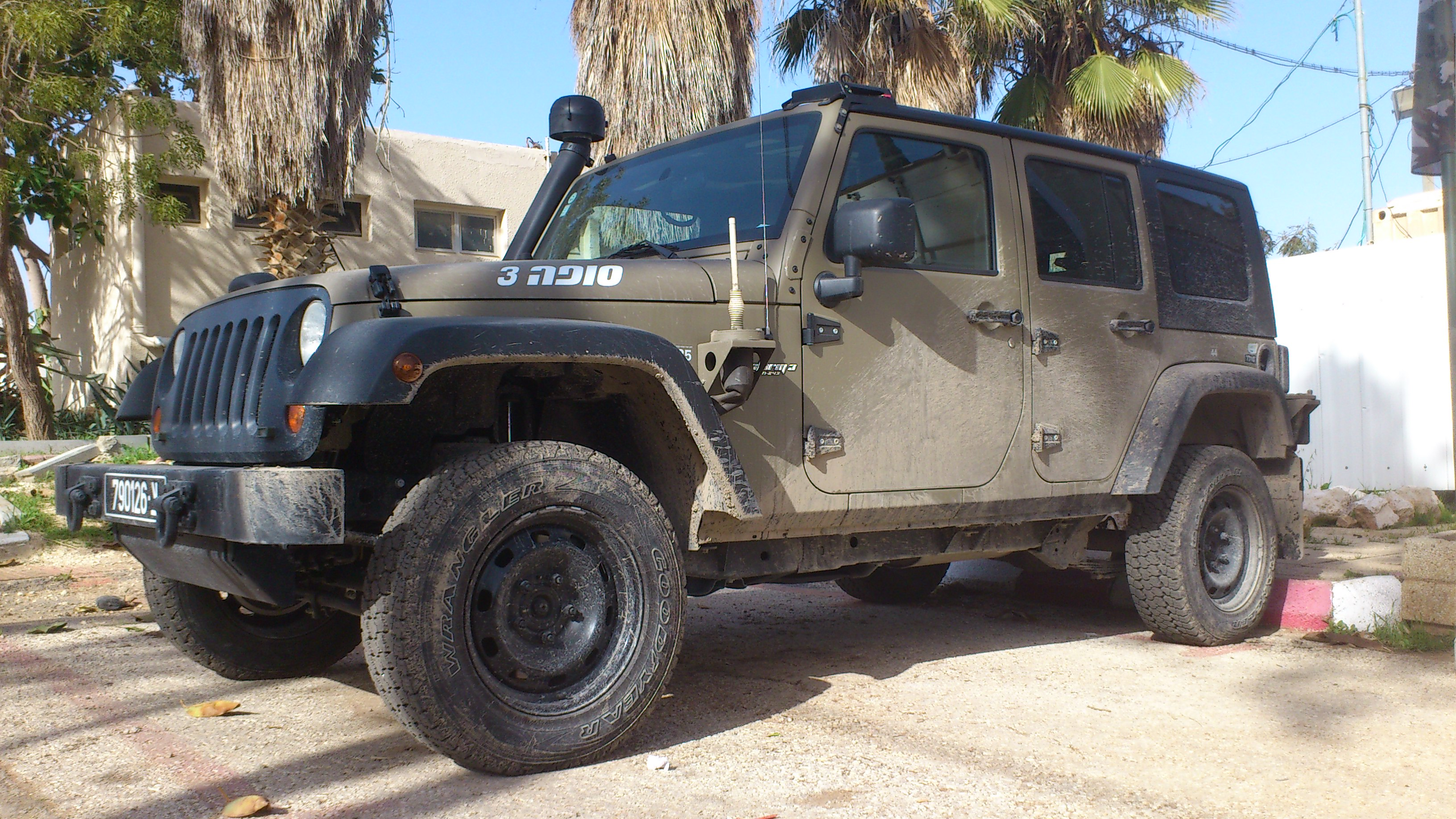
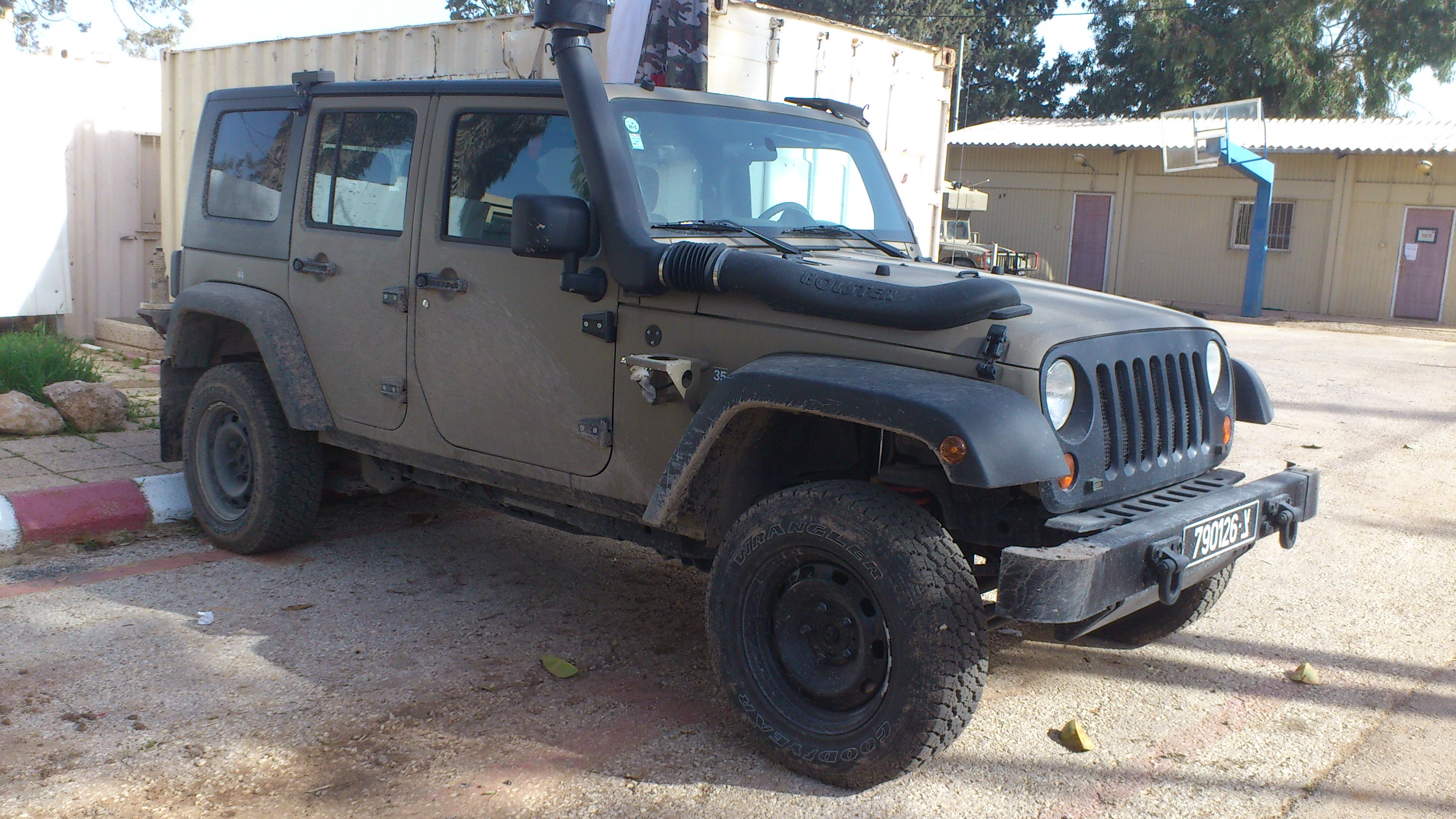

Storm 3 M-243

## Storm 4
Storm 4 був заснований на Джипі Wrangler JK Unlimited.
Останній джип моделі Sufa 4, зійшов з конвеєра заводу в січні 2017 року.